# Xylotrechus smei
Lo Xylotrechus smei è un  insetto appartenente all'ordine dei coleotteri. Gli Xylotrechus smei vengono spesso confusi con gli individui di una specie affine, la Xylotrechus stebbingi.

## Alimentazione
Lo Xylotrechus smei è una specie polifaga che si nutre del legno dei tronchi di latifoglie che crescono nelle zone tropicali e paleoartiche: tra le specie vegetali gradite dallo Xylotrechus per la sua alimentazione sono da citare il gelso, le viti, i fichi, le querce e gli ailanti.

## Distribuzione
Lo Xylotrechus smei è un originario dell'Asia: si è diffuso dal 1968 anche in Africa, dal 1982 in Europa, dal 1998 in Medio Oriente e in Nordamerica.

## Danni all'agricoltura
L'alimentazione dello Xylotrechus smei comporta il danneggiamento, spesso fino alla morte, delle piante colpite pertanto quando lo Xylotrechus smei si insedia in una coltura si hanno notevoli danni: tra le piante coltivate le specie interessate sono principalmente, il gelso, usato per l'alimentazione dei bachi da seta, la vite, e il fico, altre piante di interesse economico sono le querce e gli ailanti.
Nel settembre 2021 la stampa locale e nazionale ha riportato che nella provincia di Lecce, Puglia (Italia), lo Xylotrechus smei sta cominciando a divenire un problema per le coltivazioni di fichi.